# Xian de Xiuning
Le xian de Xiuning (休宁县 ; pinyin : Xiūníng Xiàn) est un district administratif de la province de l'Anhui en Chine. Il est placé sous la juridiction de la ville-préfecture de Huangshan.

## Démographie
La population du district était de 274 004 habitants en 1999.